# Kiplingeberg

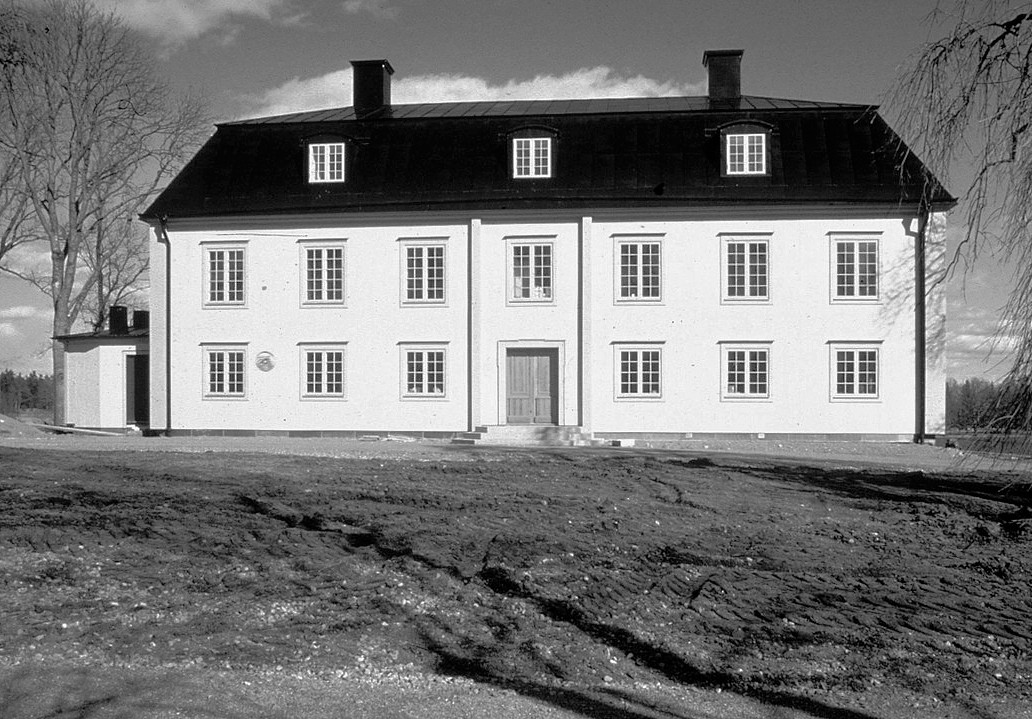
Kiplingebergs huvudbyggnad, 1960-tal.

Kiplingeberg (uttalas tjipp–) är en herrgård i Bälinge socken i Uppsala kommun, cirka 15 km nordväst om Uppsala.

## Historik

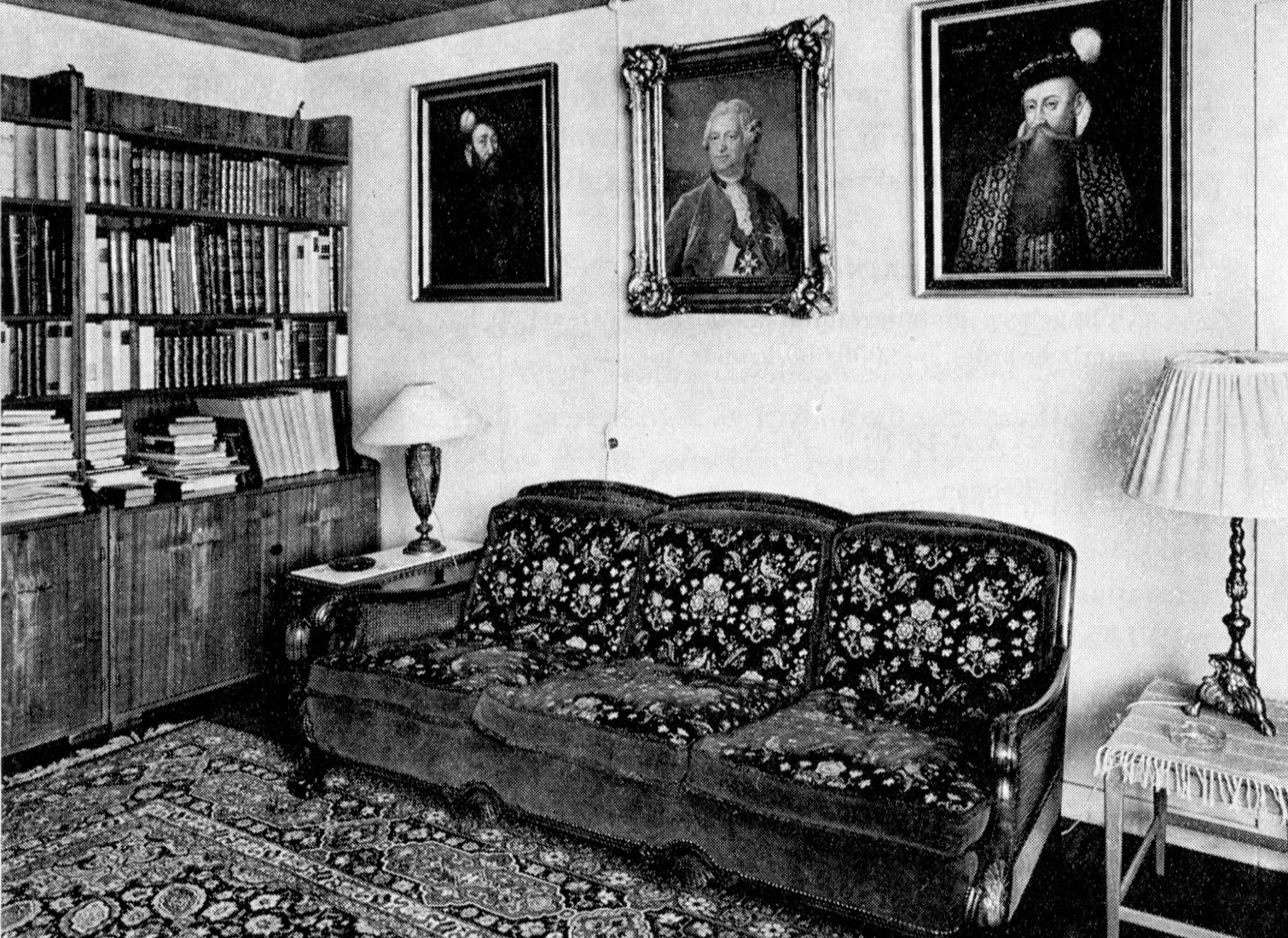
Matsalen i flygeln på 1960-talet.

Claes Edenberg köpte gården Kiplinge 1653 av landshövdingen Svante Sparres änka Görvel Bååt av släkten Bååt. Denna gård kallade han omväxlande Kiplingeberg och Edenhof. Gården bebyggdes ståndsmässigt och blev – efter att Claes Eden adlats Edenberg – insynad som säteri 1656. Vid Claes Edens död ärvdes Kiplingeberg av sonen Mathias Edenberg, som lämnade den till sin dotter Catharina. 
Efter Catharinas död övertogs gården 1760 av hennes son Mathias Benzelstierna, som 1790 gjorde gården till fideikommiss till förmån för en av sina systersöner, Jakob von Engeström, varvid fideikommissarien till sitt eget namn skulle foga namnet Benzelstierna. Vid denna tid uppfördes nuvarande corps de logi som är en träbyggnad i två våningar under ett brutet, valmat sadeltak.

## Gården i dag
På egendomen bedrivs jord- och skogsbruk, fastighetsförvaltning och viltskötsel. Fastighetsförvaltningen omfattar bland annat uthyrning av fritidshus och permanentbostäder, Edenhof golfanläggning och Bemersberg ridanläggning. Kiplingebergs fideikommiss siste innehavare var Mathias von Engeström (1920-2008). I dag ägs gården av hans son Jakob von Engeström (född 1976).
Bemersberg säteri, som hör till Kiplingeberg fideikommiss, har tidigare tillhört Axel Oxenstierna och fick i slutet av 1600-talet sitt namn av dåvarande ägaren, D. Behmer. 